# زو يوشن
زو يوشن (بالصينية: 邹雨宸) مواليد 5 يوليو 1996 في آنشان، هو لاعب كرة سلة صيني. بدأ مسيرته الاحترافية في سنة 2014. يلعب مع باي روكتز في الرابطة الصينية لكرة السلة كلاعب وسط. يحمل الرقم 14. يبلغ طوله 6 قدم 10 بوصة (2.1 م). مثّل منتخب بلاده. شارك في دورة الألعاب الأولمبية الصيفية سنة 2016.

## روابط خارجية
- زو يوشن على موقع الاتحاد الدولي لكرة السلة (الإنجليزية)
- زو يوشن على موقع كرة السلة الأوروبية.كوم (الإنجليزية)
- زو يوشن على موقع ريلجم (الإنجليزية)
- زو يوشن على موقع بروبوليرز (الإنجليزية)
- زو يوشن على موقع سبورتس رفرنس (الإنجليزية)
- زو يوشن على موقع اللجنة الأولمبية الدولية (الإنجليزية)
- زو يوشن على موقع أوليمبيديا (الإنجليزية)
- زو يوشن على موقع اللجنة الأولمبية الصينية (الإنجليزية)